# Ceratolamarckina
Ceratolamarckina, en ocasiones erróneamente denominado Ceratolamarkina, es un género de foraminífero bentónico de la subfamilia Ceratobulimininae, de la familia Ceratobuliminidae, de la superfamilia Ceratobuliminoidea, del suborden Robertinina y del orden Robertinida. Su especie tipo es Ceratobulimina tuberculata. Su rango cronoestratigráfico abarca desde el Albiense (Cretácico inferior) hasta la Actualidad.

## Clasificación
Ceratolamarckina incluye a las siguientes especies:
- Ceratolamarckina adiposa
- Ceratolamarckina clarki
- Ceratolamarckina levinae
- Ceratolamarckina lika
- Ceratolamarckina parvula
- Ceratolamarckina troelseni
- Ceratolamarckina tuberculata

Otra especie considerada en Ceratolamarckina es:
- Ceratolamarckina uncata, de posición genérica incierta